# Світлий Луч
Сві́тлий Луч — село в Україні, у Кальміуській міській громаді Кальміуського району Донецької області. Населення становить 41 особа.

## Загальні відомості
Відстань до райцентру становить близько 30 км і проходить автошляхом місцевого значення.
Землі села межують із с. Павлівське та с-щем Обрізне Амвросіївського району Донецької області. У селі бере початок Балка Павлівська.
Із 2014 року внесено до переліку населених пунктів на Сході України, на яких тимчасово не діє українська влада.

## Населення
За даними всеукраїнського перепису населення 2001 року у селі мешкала 41 особа.

### Мова
Розподіл населення за рідною мовою за даними перепису 2001 року був наступним:
| українська | 15 | 36,59 |
| російська  | 24 | 58,54 |
| білоруська | 2  | 4,87  |

## Відомі люди
- Гаркавець Олександр Миколайович — мовознавець, громадсько-культурний і політичний діяч. Доктор філологічних наук (1988), професор. Укладач першого словника урумської мови приазовських греків.